# The Valley (arena)
The Valley är en fotbollsarena i Greenwich i sydöstra London i England. Arenan är hemmaarena för Charlton Athletic.
Arenan öppnades 1919. I mitten av 1980-talet tvingades Charlton till följd av ekonomiska problem att lämna arenan, vilken började förfalla. I början av 1990-talet inleddes en omfattande renovering och arenan nyinvigdes 1992.
Publikkapaciteten är numera 27 111 och arenans fyra olika delar heter West Stand, North Stand, East Stand och South Stand. Publikrekordet är 75 031 i en FA-cupmatch mot Aston Villa den 12 februari 1938. Det finns planer på att utöka kapaciteten till 40 600.